# Stigmella longisacca
Stigmella longisacca (лат.) — вид чешуекрылых из семейства молей-малюток (Nepticulidae). Распространены в Калифорнии (США). Размах крыльев составляет 3,2—4,4 мм. В год развивается 2, а возможно, и 3 поколения. Гусеницы минируют листья различных видов орехов, в особенности калифорнийского ореха (Juglans californica).